# Underconstruction 2
Az Underconstruction 2: Silence Remix Gigi D'Agostino 2004-es középlemeze, az Underconstruction-sorozat folytatása. A lemez az előző EP két számának új változatát (Silence, Complex), valamint egy új szerzeményt (Paura e noblita) tartalmaz.

## Számlista
CD
1. Silence (Vision 6)  5:35
2. Complex (Vision 5)  8:13
3. Paura e nobilta (Pensando esplicando mix)  6:52
4. Paura e bobilta (Pensando ballando mix)  6:50

("12)
A-oldal
1. Silence (Vision 6)  5:35
2. Paura e noblita (Pensando ballando mix)  6:50

B-oldal
1. Complex (Vision 5)  8:13

## Szerzők
01: L. Di Agostino - Media Songs Srl.
02: L. Di Agostino & A. Wilder - BMG Ricordi, Warner Bros Music Italy Srl., Media Songs Srl.
03 & 04: L. Di Agostino & L. Martire - Media Songs Srl.

## Érdekességek
- A CD változat kislemezként került forgalomba.
- A német (ZYX) kiadáson nem szerepel a Paura e nobilta (Pensando ballando mix).